# Cuídate
«Cuídate» es el primer sencillo del segundo álbum de estudio del grupo de pop español La Oreja de Van Gogh llamado El viaje de Copperpot (2000). El tema fue grabado en agosto de 2000 en los Estudios Du Manoir en Francia, con la producción conjunta de La Oreja de Van Gogh con Nigel Walker. Se trata de un tema bastante pegadizo que abre el disco.

## Acerca de la canción
El sencillo en CD alcanzó altas ventas y salió dos meses antes de que se estrenase el álbum completo. Sólo incluía la canción, aunque más tarde se editó uno que incluía París y Soledad. También se hizo una edición con características especiales para PC. Es, sin duda una, de las canciones más recordadas y emblemáticas de La Oreja de Van Gogh.
Con este primer sencillo, el Viaje de Copperpot logró el disco de diamante a la primera semana de salir a la venta. Ha sido una canción habitual en las giras del grupo, tanto en la época de Amaia Montero como posteriormente con Leire Martínez. Cuídate, en palabras de Amaia Montero, habla de una pareja que se reencuentra después de algún tiempo. Él todavía siente algo por ella, pero ya es demasiado tarde para regresar. En la letra se hace un guiño a la banda donostiarra La Buena Vida en la frase "sin ti ya no podre escuchar a La Buena Vida más". 
Fue una de las canciones más promocionadas, ya que Epic tenía muchas expectativas con el segundo álbum. Se tocó en casi todos los programas de España. También tuvo mucha promoción en países latinoamericanos. Incluso en México, se tocó en la telenovela Como en el cine de la televisora TV Azteca. Es la primera canción con la que La Oreja de Van Gogh llegó al público latinoamericano en general.

## Vídeo
El vídeo fue rodado entre la Sala de Armas de la Ciudadela de Pamplona y la Universidad Pública de Navarra el 18 de agosto de 2000. Estuvo dirigido por Enrique Urdanoz y Manolo Gil. Incluyó la participación de la hermana de Amaia, Idoia Montero. El video tardó tres días en ser rodado, y sólo en dos estuvieron presentes los componentes masculinos del grupo. Según palabras de Amaia Montero, es uno de sus vídeos favoritos, pues la realización fue excelente y habló sobre el video así en una entrevista:
- El video está rodado en lo que se supone es un museo, con numerosas obras de arte y personas que lo visitan. Nosotros somos parte del museo, estamos haciendo un directo y el público nos observa.

El vídeo actualmente se puede encontrar en él los DVD Gira 2003, La Oreja de Van Gogh y LOVG – Grandes Éxitos.

## Canciones
Versión promocional
1. «Cuídate»

Versión comercial
1. «Cuídate»
2. «Mariposa» (4:02)
3. «Los amantes del Círculo Polar» (4:40)